# Ivan Petrov

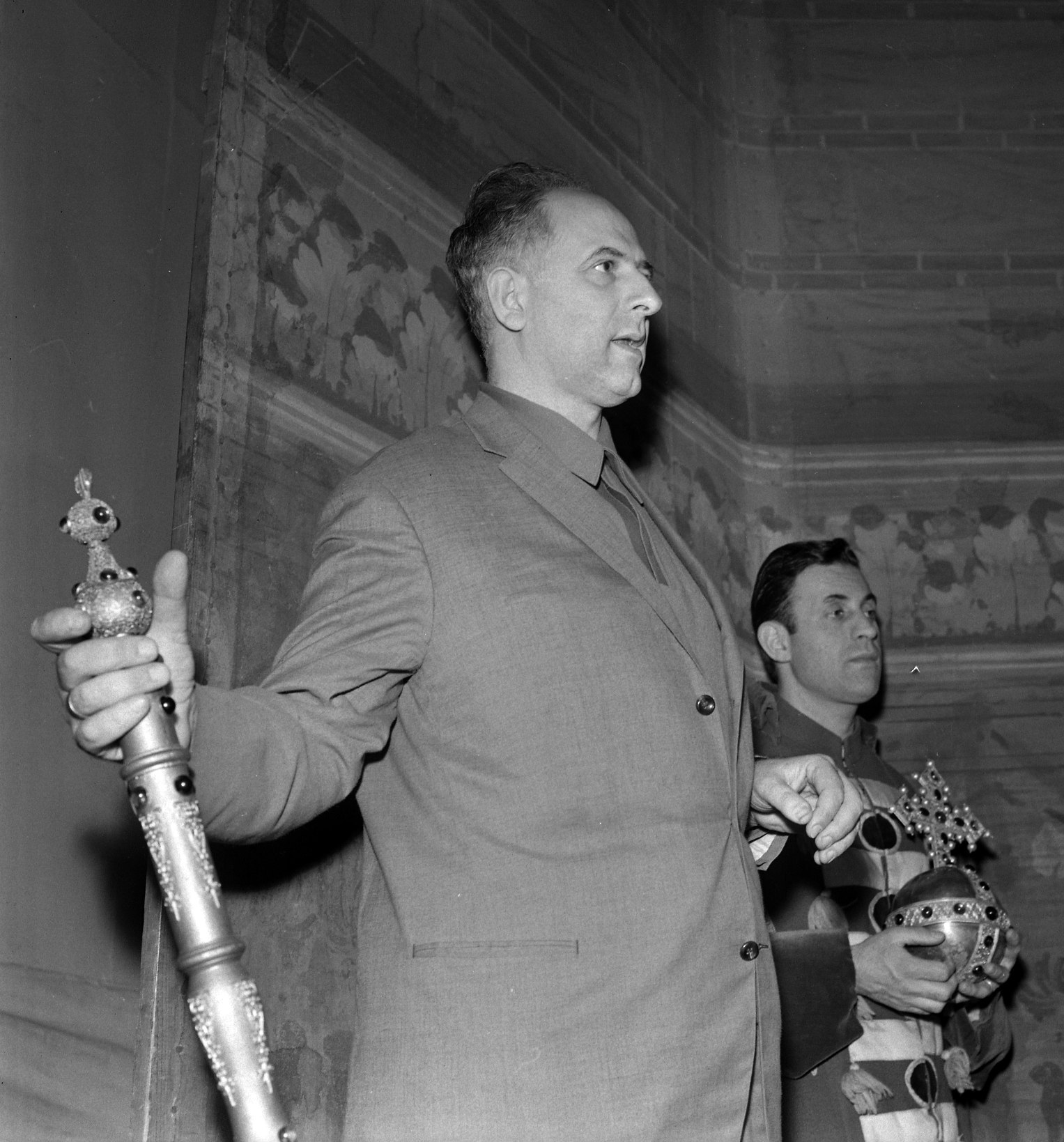
Ivan Petrov.

Ivan Petrov, född 23 februari 1920 i Irkutsk, död 26 december 2003 i Moskva i Ryssland, var en rysk operasångare (bas).